# 주식 중개인
주식 중개인(株式仲介人, 영어: stockbroker 스톡브로커[*])은 주식을 중개하는 직업이다.
기관투자자를 상대로 채권·주식 등을 매매 거래하는 전문직이다. 상대방에게 내외 증권시장의 동향과 기업에 관한 정보를 주면서 거래의 주문을 받으므로 신속·정확이 항상 요구되는 업무이다. 예전에는 각각의 부문이 각각의 장소에서 업무를 보았지만, 요즘에는 광범위하면서도 다각적인 정보를 필요로 하기 때문에 상호 연관된 상태로 바뀌고 있다.

## 같이 보기
- 상호 펀드
- 증권거래소
- 주식시장